# Nikon D60
Nikon D60 je DSLR fotoaparat podjetja Nikon z ločljivostjo  10,2 MP, ki je na tržišče prišel januarja 2008. Na trgu digitalnih fotoaparatov naj bi zamenjal model D40x. Aparat je opremljen s procesorjem Nikon EXPEED, ki so ga pred tem vgrajevali v profesionalne aparate Nikon D3 ter D300.
Ob začetku prodaje aparata v Nemčiji je bila njegova cena tam 749€.
Ohišje aparata Nikon D60 je podobno ohišju modela D40, drugačna je le postavitev gumbov in dodatna stikala. Podobno kot že model D40 tudi D60 nima na vrhu ohišja dodatnega zaslona kot ga imajo profesionalni in fotoaparati višjega razreda. Hitrost zaslonke in osvetljevalni čas je tako prikazan na glavnem zaslonu na zadnji strani aparata.

## Nove lastnosti
V primerjavi z modelom D40 so nove lastnosti modela D60 sledeča:
- Stop-movie Creation
- Nikon EXPEED procesor
- senzor za samodejno čiščenje leč
- sistem za nadzor pretoka zraka med lečami
- spreminjanje položaja slike na zasloni LCD
- enostopenjsko D osvetljevanje
- objektiv z optičnim stabilizatorjem slike